# Andrena zaaminensis
Andrena zaaminensis är en biart som beskrevs av Osytshnjuk 1986. Andrena zaaminensis ingår i släktet sandbin, och familjen grävbin. Inga underarter finns listade i Catalogue of Life.